# Rhopalopsole longtana
Rhopalopsole longtana is een steenvlieg uit de familie naaldsteenvliegen (Leuctridae). De wetenschappelijke naam van de soort is voor het eerst geldig gepubliceerd in 2011 door Li, Kong & Yang.